# TV조선 금토 드라마
TV조선 금토 드라마는 TV조선에서 매주 금요일부터 토요일에 방송 중인 드라마 프로그램이다.
미니 시리즈 드라마 형식으로 방송 중이다.

## 방송 시간
| 방송 채널 | 방송 기간                         | 방송 시간                                       | 방송 분량  |
| TV조선    |                                   |                                                 |            |
| --------- | --------------------------------- | ----------------------------------------------- | ---------- |
| TV조선    | 2014년 3월 14일 ~ 2014년 6월 28일 | 매주 금요일 ~ 토요일 오후 11시 ~ 오전 12시 10분 | 1시간 10분 |

## 프로그램 리스트
- 아래 프로그램은 2002년 11월 이후 시청 가능 연령을 표시하는 드라마 프로그램 등급 제도를 의무적으로 시행하여 현재까지 이어지고 있습니다.
- 2017년 3월 1일부터 TV 프로그램 등급 표시 외에 주제, 폭력성, 선정성, 언어, 모방 위험 등 분류 사유 표시를 의무적으로 시행하고 있습니다.

### 2010년대

#### 2014년
- 《백년의 신부》 : 2014년 3월 14일 ~ 2014년 4월 12일
- 《불꽃 속으로》 : 2014년 4월 25일 ~ 2014년 6월 28일

## 경쟁 프로그램
- KBS 2TV 금토 드라마
- MBC 금토 드라마
- SBS 금토 드라마
- JTBC 금토 드라마
- 채널A 금토 드라마
- MBN 금토 드라마
- tvN 금토 드라마
- ENA 금토 드라마